# Шведські хокейні ігри 2003
Шведські хокейні ігри 2003 — міжнародний хокейний турнір у Швеції в рамках Єврохокейтуру, проходив 4—9 лютого 2003 року у Стокгольмі. Матч Фінляндія — Чехія відбувся у Гельсінкі.

## Результати та таблиця
| 1. | Росія     | ***    | 4:2      | 4:1      | 3:2 ОТ   | 3:2      | 4 | 3 | 1 | 0 | 0 | 14:7  | 11 |
| 2. | Швеція    | 2:4    | ***      | 4:3 бул. | 1:2 бул. | 4:1      | 4 | 1 | 1 | 1 | 1 | 11:10 | 6  |
| 3. | Канада    | 1:4    | 3:4 бул. | ***      | 5:4      | 2:3 бул. | 4 | 1 | 0 | 2 | 1 | 11:15 | 5  |
| 4. | Фінляндія | 2:3 ОТ | 2:1 бул. | 4:5      | ***      | 1:0 ОТ   | 4 | 0 | 2 | 1 | 1 | 9:9   | 5  |
| 5. | Чехія     | 2:3    | 1:4      | 3:2 бул. | 0:1 ОТ   | ***      | 4 | 0 | 1 | 1 | 2 | 6:10  | 3  |

М — підсумкове місце, І - матчі, В — перемоги, ВО — перемога по булітах або у овертаймі, ПО — поразка по булітах або у овертаймі, П — поразки, Ш — закинуті та пропущені шайби, О — очки

## Найкращі бомбардири
| М | Гравець            | Г | П | О |
| - | ------------------ | - | - | - |
| 1 | Ніклас Андерссон   | 4 | 1 | 5 |
| 2 | Девід Немировський | 2 | 3 | 5 |
| 3 | Сергій Зиновьєв    | 2 | 3 | 5 |

## Команда усіх зірок
| Воротар  | Андрій Царьов     |
| Захисник | Марко Кіпрусофф   |
| Захисник | Сергій Вишедкевич |
| Нападник | Ніклас Андерссон  |
| Нападник | Їржі Гудлер       |
| Нападник | Ігор Григоренко   |

## Найкращі гравці турніру
| Воротар  | Андрій Царьов     |
| Захисник | Сергій Вишедкевич |
| Нападник | Ніклас Андерссон  |